# Beto Freitas
Roberto Freitas (3 de Abril de 1997), conhecido como Beto Freitas, é um jogador brasileiro de polo aquático. Joga especificamente na posição de atacante pelo lado esquerdo (1 e 2), atualmente joga no time do SESI São Paulo. Tem forte influência na sua carreira, por parte de sua tia-avó Irma Agulha Conrado, que foi a primeira jogadora profissional de vôlei no Brasil e atualmente é a supervisora-geral do Volei Bradesco.

## Carreira

### Inicio da Carreira
Iniciou a sua carreira aos 9 anos de idade, no Clube Paineiras do Morumby, sendo campeão brasileiro diversas vezes nas categorias de base, destacando-se como um expoente da categoria 97'.

### Club Natació Atlètic Barceloneta
Aos 15 anos (2012), mudou-se para Barcelona (Espanha), onde residiu 6 meses defendendo o Club Natació Atlètic Barceloneta, para aprimorar as suas técnicas de jogo e jogar os Campeonatos de España, categorias Cadete (Sub-16) e Juvenil (Sub-18), sendo campeão invicto em ambos. 

### SESI São Paulo
Retornando ao Brasil, integrou a equipe do SESI-SP (2013-2015 retornando em 2017), sendo 2x Campeão da Liga Nacional de Polo Aquático (2015-2017), 2x Vice-campeão da Liga Nacional de Polo Aquático (2013-2014), Vice-campeão no Troféu Brasil de Polo Aquático Absoluto (2014-2015),  Terceiro lugar no Troféu Brasil de Polo Aquático Absoluto (2013), 2x Campeão Paulista (2014-2015), 1x Vice-Campeão Paulista (2017), 2x Vice-campeão da Copa São Paulo (2017).

### Club Athletico Paulistano
Defendeu o Club Athletico Paulistano (2016), onde foi terceiro lugar no Brasil Open de Polo Aquático (2016) e Vice-campeão da Copa São Paulo (2016).

### Club Natació Terrassa
Jogou metade da temporada de 2018 defendendo o clube espanhol Club Natació Terrassa, onde foi vice-campeão da XXXII Copa de Su Majestad El Rey Waterpolo (2018) e terceiro lugar na Liga PREMAAT Absoluta de Waterpolo.

### SESI-SP
Retornando da Espanha, integrou-se a equipe do SESI-SP, equipe a qual esta integrado ate o momento.

### Seleção Brasileira Principal (Adulta)
Começou a representar a Seleção Brasileira principal aos 18 anos (2016), estando sendo convocado até hoje.
Campeão Sul-Americano de Polo Aquático 2018 (Trujillo, Peru), Terceiro lugar no Sul-Americano 2016 (Assunção, Paraguai) e Campeão da Copa UANA 2017 (Unión Americana de Natación) (Port-of-Spain, Trinidad y Tobago)